# Skilanglauf-Alpencup 2004/05
Der Skilanglauf-Alpencup 2004/05 war eine von der FIS organisierte Wettkampfserie,  die zum Unterbau des Skilanglauf-Weltcups 2004/05 gehörte. Er begann am 11. Dezember 2004 in Davos und endete am 27. Februar 2005 in Schilpario. Die Gesamtwertung der Männer gewann Roland Clara und bei den Frauen Coraline Hugue.

## Männer

### Resultate
| 1. Alpencup in Davos, 11. und 12. Dezember 2004 | 1. Alpencup in Davos, 11. und 12. Dezember 2004 | 1. Alpencup in Davos, 11. und 12. Dezember 2004 | 1. Alpencup in Davos, 11. und 12. Dezember 2004 | 1. Alpencup in Davos, 11. und 12. Dezember 2004 |
| ----------------------------------------------- | ----------------------------------------------- | ----------------------------------------------- | ----------------------------------------------- | ----------------------------------------------- |
| Datum                                           | Disziplin                                       | Erster Platz                                    | Zweiter Platz                                   | Dritter Platz                                   |
| 11. Dezember 2004                               | 10 km klassisch                                 | Benoit Chauvet                                  | Nikolai Bolchakov                               | Loris Frasnelli                                 |
| 11. Dezember 2004                               | 15 km Freistil Mst.                             | Anael Huard                                     | Dmitri Tichkine                                 | Anatoli Neutschessow                            |

| 2. Alpencup in Montgenèvre, 17. und 18. Dezember 2004 | 2. Alpencup in Montgenèvre, 17. und 18. Dezember 2004 | 2. Alpencup in Montgenèvre, 17. und 18. Dezember 2004 | 2. Alpencup in Montgenèvre, 17. und 18. Dezember 2004 | 2. Alpencup in Montgenèvre, 17. und 18. Dezember 2004 |
| ----------------------------------------------------- | ----------------------------------------------------- | ----------------------------------------------------- | ----------------------------------------------------- | ----------------------------------------------------- |
| Datum                                                 | Disziplin                                             | Erster Platz                                          | Zweiter Platz                                         | Dritter Platz                                         |
| 17. Dezember 2004                                     | Sprint Freistil                                       | Roddy Darragon                                        | Bruno Debertolis                                      | Egon Hofmann                                          |
| 18. Dezember 2004                                     | 10 km Freistil                                        | Thomas Moriggl                                        | Stéphane Passeron                                     | Tom Reichelt                                          |

| 3. Alpencup in Tarvisio, 8. und 9. Januar 2005 | 3. Alpencup in Tarvisio, 8. und 9. Januar 2005 | 3. Alpencup in Tarvisio, 8. und 9. Januar 2005 | 3. Alpencup in Tarvisio, 8. und 9. Januar 2005 | 3. Alpencup in Tarvisio, 8. und 9. Januar 2005 |
| ---------------------------------------------- | ---------------------------------------------- | ---------------------------------------------- | ---------------------------------------------- | ---------------------------------------------- |
| Datum                                          | Disziplin                                      | Erster Platz                                   | Zweiter Platz                                  | Dritter Platz                                  |
| 8. Januar 2005                                 | 15 km Verfolgung                               | Thomas Moriggl                                 | Florian Kostner                                | Marco Fiorentini                               |
| 9. Januar 2005                                 | 15 km Freistil Mst.                            | Thomas Moriggl                                 | Jean Marc Gaillard                             | Anael Huard                                    |

| 4. Alpencup in Oberstdorf, 21. bis 23. Januar 2005 | 4. Alpencup in Oberstdorf, 21. bis 23. Januar 2005 | 4. Alpencup in Oberstdorf, 21. bis 23. Januar 2005 | 4. Alpencup in Oberstdorf, 21. bis 23. Januar 2005 | 4. Alpencup in Oberstdorf, 21. bis 23. Januar 2005 |
| -------------------------------------------------- | -------------------------------------------------- | -------------------------------------------------- | -------------------------------------------------- | -------------------------------------------------- |
| Datum                                              | Disziplin                                          | Erster Platz                                       | Zweiter Platz                                      | Dritter Platz                                      |
| 21. Januar 2005                                    | 20 km Verfolgung                                   | Franz Göring                                       | Roland Clara                                       | Kay Bochert                                        |
| 22. Januar 2005                                    | Sprint Freistil                                    |                                                    |                                                    |                                                    |
| 23. Januar 2005                                    | 15 km Freistil Mst.                                | Franz Göring                                       | Roland Clara                                       | Martin Koukal                                      |

| 5. Alpencup in Kranj, 12. und 13. Februar 2005 | 5. Alpencup in Kranj, 12. und 13. Februar 2005 | 5. Alpencup in Kranj, 12. und 13. Februar 2005  | 5. Alpencup in Kranj, 12. und 13. Februar 2005          | 5. Alpencup in Kranj, 12. und 13. Februar 2005              |
| ---------------------------------------------- | ---------------------------------------------- | ----------------------------------------------- | ------------------------------------------------------- | ----------------------------------------------------------- |
| Datum                                          | Disziplin                                      | Erster Platz                                    | Zweiter Platz                                           | Dritter Platz                                               |
| 12. Februar 2005                               | 15 km klassisch Mst.                           | Bruno Carrara                                   | Benoît Chauvet                                          | Roland Clara                                                |
| 13. Februar 2005                               | 3 × 6,6 km Staffel                             | ItalienIBruno Carrara Roland Clara Fulvio Scola | ItalienIICristian Saracco Federico Clementi David Hofer | FrankreichIRobin Duvillard Christophe Perrillat Anael Huard |

| 6. Alpencup in Sankt Jakob im Rosental, 19. und 20. Februar 2005 | 6. Alpencup in Sankt Jakob im Rosental, 19. und 20. Februar 2005 | 6. Alpencup in Sankt Jakob im Rosental, 19. und 20. Februar 2005 | 6. Alpencup in Sankt Jakob im Rosental, 19. und 20. Februar 2005 | 6. Alpencup in Sankt Jakob im Rosental, 19. und 20. Februar 2005 |
| ---------------------------------------------------------------- | ---------------------------------------------------------------- | ---------------------------------------------------------------- | ---------------------------------------------------------------- | ---------------------------------------------------------------- |
| Datum                                                            | Disziplin                                                        | Erster Platz                                                     | Zweiter Platz                                                    | Dritter Platz                                                    |
| 19. Februar 2005                                                 | Sprint Freistil                                                  |                                                                  |                                                                  |                                                                  |
| 20. Februar 2005                                                 | 15 km klassisch                                                  | Andreas Schlütter                                                | Anders Aukland                                                   | Benjamin Seifert                                                 |

| 7. Alpencup in Schilpario, 26. und 27. Februar 2005 | 7. Alpencup in Schilpario, 26. und 27. Februar 2005 | 7. Alpencup in Schilpario, 26. und 27. Februar 2005 | 7. Alpencup in Schilpario, 26. und 27. Februar 2005 | 7. Alpencup in Schilpario, 26. und 27. Februar 2005 |
| --------------------------------------------------- | --------------------------------------------------- | --------------------------------------------------- | --------------------------------------------------- | --------------------------------------------------- |
| Datum                                               | Disziplin                                           | Erster Platz                                        | Zweiter Platz                                       | Dritter Platz                                       |
| 26. Februar 2005                                    | Sprint klassisch                                    |                                                     |                                                     |                                                     |
| 27. Februar 2005                                    | 10 km Freistil                                      | Roland Clara                                        | Florian Kostner                                     | Stéphane Passeron                                   |

### Gesamtwertung Männer
| Rang | Name               | Punkte |
| ---- | ------------------ | ------ |
| 01   | Roland Clara       | 253    |
| 02   | Thomas Moriggl     | 185    |
| 03   | Tom Reichelt       | 168    |
| 04   | Stéphane Passeron  | 124    |
| 05   | Anael Huard        | 115    |
| 06   | Benoît Chauvet     | 112    |
| 07   | David Hofer        | 111    |
| 08   | Matthias Beck      | 111    |
| 09   | David Hofer        | 110    |
| 10   | Jean Marc Gaillard | 110    |
| 11.  | Benjamin Seifert   | 108    |
| 12.  | Fulvio Scola       | 104    |
| 13.  | Florian Kostner    | 96     |
| 14.  | Remo Fischer       | 92     |

| Rang | Name                  | Punkte |
| ---- | --------------------- | ------ |
| 15.  | Bruno Debertolis      | 87     |
| 16.  | Patrick Mächtler      | 86     |
| 17.  | Egon Hofmann          | 85     |
| 18.  | Marco Fiorentini      | 81     |
| 19.  | Robin Duvillard       | 80     |
| 20.  | Fabio Pasini          | 79     |
| 21.  | Johannes Bredl        | 76     |
| 22.  | Loris Frasnelli       | 75     |
| 23.  | Nejc Brodar           | 65     |
| 24.  | Kay Bochert           | 64     |
| 25.  | Sylvain Fanjas Claret | 57     |
| 26.  | Martin Stockinger     | 56     |
| 27.  | Jürgen Pinter         | 55     |
| 28.  | Nicola Morandini      | 55     |

| Rang | Name              | Punkte |
| ---- | ----------------- | ------ |
| 29.  | Toni Lang         | 55     |
| 30.  | Toni Livers       | 54     |
| 31.  | Curdin Perl       | 53     |
| 32.  | Roddy Darragon    | 50     |
| 33.  | Franz Göring      | 50     |
| 34.  | Andreas Schlütter | 50     |
| 35.  | Thomas Diezig     | 50     |
| 36.  | Michele Giovanna  | 48     |
| 37.  | Ludovic Vandel    | 44     |
| 38.  | Giovanni Gullo    | 43     |
| 39.  | Erik Hänel        | 40     |
| 40.  | Harald Wurm       | 39     |

## Frauen

### Resultate
| 1. Alpencup in Davos, 11. und 12. Dezember 2004 | 1. Alpencup in Davos, 11. und 12. Dezember 2004 | 1. Alpencup in Davos, 11. und 12. Dezember 2004 | 1. Alpencup in Davos, 11. und 12. Dezember 2004 | 1. Alpencup in Davos, 11. und 12. Dezember 2004 |
| ----------------------------------------------- | ----------------------------------------------- | ----------------------------------------------- | ----------------------------------------------- | ----------------------------------------------- |
| Datum                                           | Disziplin                                       | Erster Platz                                    | Zweiter Platz                                   | Dritter Platz                                   |
| 11. Dezember 2004                               | 5 km klassisch                                  | Aljona Sidko                                    | Olga Rocheva                                    | Svetlana Nagejkina                              |
| 12. Dezember 2004                               | 10 km Freistil Mst.                             | Olga Rocheva                                    | Coraline Hugue                                  | Jenny Olsson                                    |

| 2. Alpencup in Montgenèvre, 17. und 18. Dezember 2004 | 2. Alpencup in Montgenèvre, 17. und 18. Dezember 2004 | 2. Alpencup in Montgenèvre, 17. und 18. Dezember 2004 | 2. Alpencup in Montgenèvre, 17. und 18. Dezember 2004 | 2. Alpencup in Montgenèvre, 17. und 18. Dezember 2004 |
| ----------------------------------------------------- | ----------------------------------------------------- | ----------------------------------------------------- | ----------------------------------------------------- | ----------------------------------------------------- |
| Datum                                                 | Disziplin                                             | Erster Platz                                          | Zweiter Platz                                         | Dritter Platz                                         |
| 17. Dezember 2004                                     | Sprint Freistil                                       |                                                       |                                                       |                                                       |
| 18. Dezember 2004                                     | 5 km Freistil                                         | Cécile Storti                                         | Anja Krellner                                         | Antje Mämpel                                          |

| 3. Alpencup in Tarvisio, 8. und 9. Januar 2005 | 3. Alpencup in Tarvisio, 8. und 9. Januar 2005 | 3. Alpencup in Tarvisio, 8. und 9. Januar 2005 | 3. Alpencup in Tarvisio, 8. und 9. Januar 2005 | 3. Alpencup in Tarvisio, 8. und 9. Januar 2005 |
| ---------------------------------------------- | ---------------------------------------------- | ---------------------------------------------- | ---------------------------------------------- | ---------------------------------------------- |
| Datum                                          | Disziplin                                      | Erster Platz                                   | Zweiter Platz                                  | Dritter Platz                                  |
| 8. Januar 2005                                 | 10 km Verfolgung                               | Nicole Fessel                                  | Cristina Kelder                                | Anke Reschwamm-Schulze                         |
| 9. Januar 2005                                 | 10 km Freistil Mst.                            | Arianna Follis                                 | Magda Genuin                                   | Nicole Fessel                                  |

| 4. Alpencup in Oberstdorf, 21. bis 23. Januar 2005 | 4. Alpencup in Oberstdorf, 21. bis 23. Januar 2005 | 4. Alpencup in Oberstdorf, 21. bis 23. Januar 2005 | 4. Alpencup in Oberstdorf, 21. bis 23. Januar 2005 | 4. Alpencup in Oberstdorf, 21. bis 23. Januar 2005 |
| -------------------------------------------------- | -------------------------------------------------- | -------------------------------------------------- | -------------------------------------------------- | -------------------------------------------------- |
| Datum                                              | Disziplin                                          | Erster Platz                                       | Zweiter Platz                                      | Dritter Platz                                      |
| 21. Januar 2005                                    | 15 km Verfolgung                                   | Maja Benedičič                                     | Coraline Hugue                                     | Maria Rydqvist                                     |
| 22. Januar 2005                                    | Sprint Freistil                                    |                                                    |                                                    |                                                    |
| 23. Januar 2005                                    | 10 km Freistil Mst.                                | Nicole Fessel                                      | Coraline Hugue                                     | Emilie Vina                                        |

| 5. Alpencup in Kranj, 12. und 13. Februar 2005 | 5. Alpencup in Kranj, 12. und 13. Februar 2005 | 5. Alpencup in Kranj, 12. und 13. Februar 2005              | 5. Alpencup in Kranj, 12. und 13. Februar 2005            | 5. Alpencup in Kranj, 12. und 13. Februar 2005               |
| ---------------------------------------------- | ---------------------------------------------- | ----------------------------------------------------------- | --------------------------------------------------------- | ------------------------------------------------------------ |
| Datum                                          | Disziplin                                      | Erster Platz                                                | Zweiter Platz                                             | Dritter Platz                                                |
| 12. Februar 2005                               | 10 km klassisch                                | Caroline Weibel                                             | Marina Piller                                             | Daria Gaiazova                                               |
| 13. Februar 2005                               | 3 × 3,3 km Staffel                             | TschechienIIEliska Hajkova Lenka Munclingerova Eva Nývltová | FrankreichICoraline Hugue Caroline Weibel Pauline Caprini | TschechienIMartina Chrástková Eva Skalníková Petra Markelová |

| 6. Alpencup in Sankt Jakob im Rosental, 19. und 20. Februar 2005 | 6. Alpencup in Sankt Jakob im Rosental, 19. und 20. Februar 2005 | 6. Alpencup in Sankt Jakob im Rosental, 19. und 20. Februar 2005 | 6. Alpencup in Sankt Jakob im Rosental, 19. und 20. Februar 2005 | 6. Alpencup in Sankt Jakob im Rosental, 19. und 20. Februar 2005 |
| ---------------------------------------------------------------- | ---------------------------------------------------------------- | ---------------------------------------------------------------- | ---------------------------------------------------------------- | ---------------------------------------------------------------- |
| Datum                                                            | Disziplin                                                        | Erster Platz                                                     | Zweiter Platz                                                    | Dritter Platz                                                    |
| 19. Februar 2005                                                 | Sprint Freistil                                                  |                                                                  |                                                                  |                                                                  |
| 20. Februar 2005                                                 | 10 km klassisch                                                  | Katrin Zeller                                                    | Ursina Badilatti                                                 | Marion Ruf                                                       |

| 7. Alpencup in Schilpario, 26. und 27. Februar 2005 | 7. Alpencup in Schilpario, 26. und 27. Februar 2005 | 7. Alpencup in Schilpario, 26. und 27. Februar 2005 | 7. Alpencup in Schilpario, 26. und 27. Februar 2005 | 7. Alpencup in Schilpario, 26. und 27. Februar 2005 |
| --------------------------------------------------- | --------------------------------------------------- | --------------------------------------------------- | --------------------------------------------------- | --------------------------------------------------- |
| Datum                                               | Disziplin                                           | Erster Platz                                        | Zweiter Platz                                       | Dritter Platz                                       |
| 26. Februar 2005                                    | Sprint klassisch                                    |                                                     |                                                     |                                                     |
| 27. Februar 2005                                    | 5 km Freistil                                       | Cristina Kelder                                     | Coraline Hugue                                      | Karin Moroder                                       |

### Gesamtwertung Frauen
| Rang | Name             | Punkte |
| ---- | ---------------- | ------ |
| 01   | Coraline Hugue   | 253    |
| 02   | Nicole Fessel    | 232    |
| 03   | Katrin Zeller    | 210    |
| 04   | Antje Mämpel     | 205    |
| 05   | Cécile Storti    | 203    |
| 06   | Cristina Kelder  | 200    |
| 07   | Emilie Vina      | 179    |
| 08   | Anja Krellner    | 178    |
| 09   | Aurelie Jäggy    | 163    |
| 010  | Ursina Badilatti | 144    |

| Rang | Name                 | Punkte |
| ---- | -------------------- | ------ |
| 11.  | Doris Trachsel       | 138    |
| 12.  | Caroline Weibel      | 122    |
| 13.  | Isabel Klaus         | 121    |
| 14.  | Maja Benedičič       | 108    |
| 15.  | Mirjam Soklic        | 103    |
| 16.  | Veronica Cavallar    | 89     |
| 17.  | Seraina Boner        | 84     |
| 18.  | Marina Piller        | 81     |
| 19.  | Élodie Bourgeois-Pin | 76     |
| 20.  | Flurina Bachmann     | 68     |

| Rang | Name                      | Punkte |
| ---- | ------------------------- | ------ |
| 21.  | Karin Moroder             | 65     |
| 22.  | Anke Reschwamm Schulze    | 61     |
| 23.  | Stephanie Santer          | 60     |
| 24.  | Natascia Leonardi Cortesi | 53     |
| 25.  | Sabine Hudry              | 52     |
| 26.  | Arianna Follis            | 50     |
| 27.  | Manuela Henkel            | 44     |
| 28.  | Barbara Moriggl           | 44     |
| 29.  | Magda Genuin              | 40     |
| 30.  | Barbara Feichtner         | 35     |